# جامعة برن

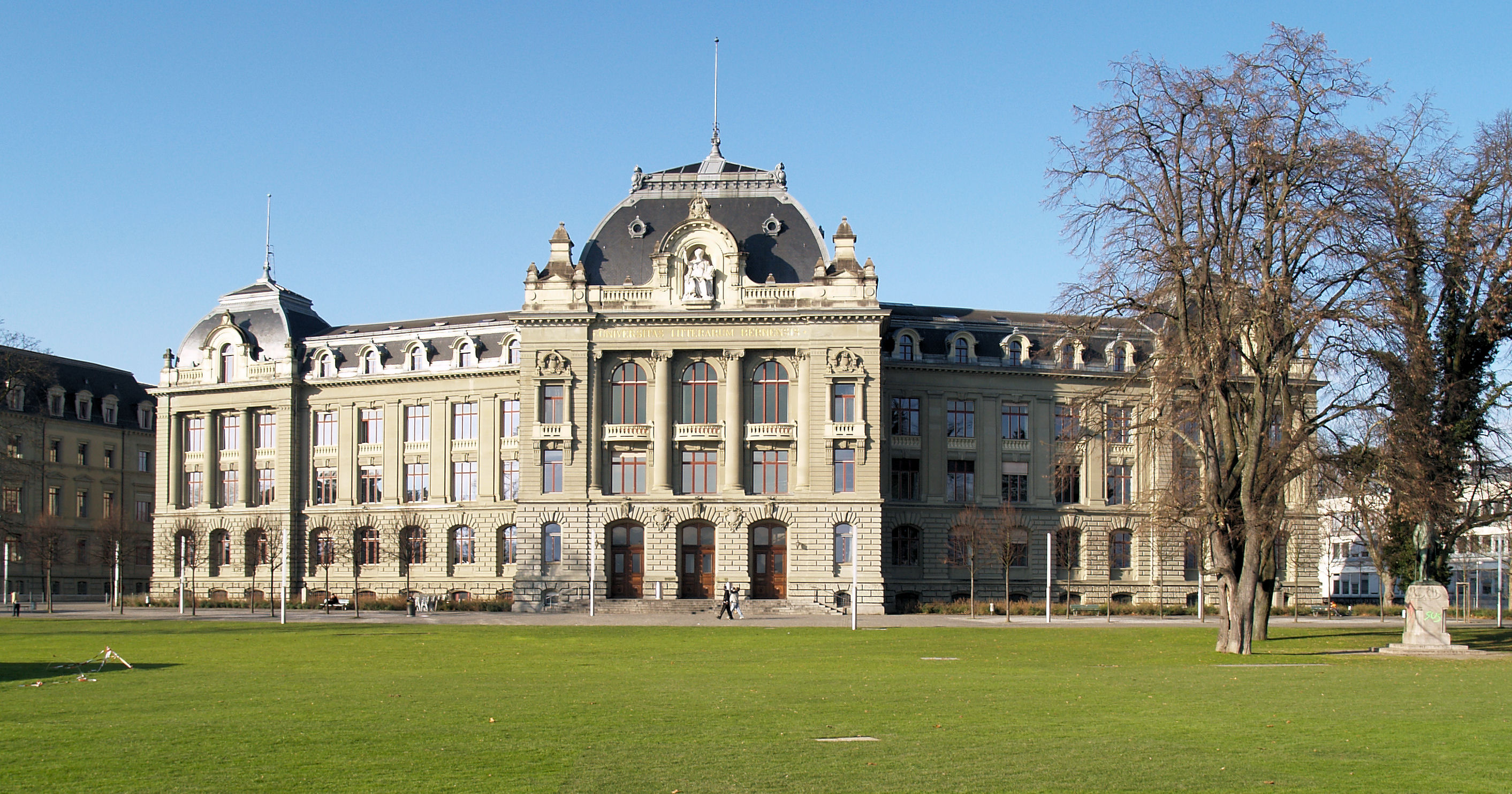
واجهة جامعة برن

جامعة برن (واسمها الرسمي بالألمانية هو Universität Bern واسمها بالفرنسية Université de Berne ) هي جامعة سويسرية تقع في مدينة برن، عاصمة سويسرا، تأسست سنة 1834 بصفتها جامعة تدرس الألمانية السويسرية. وتمول من طرف كانتون برن.
تحصي الجامعة اليوم أكثر من 13 ألف طالب وطالبة.

## وصلات خارجية
- جامعة برن (إنكليزي)
- جامعة برن (ألماني)
- جامعة برن (فرنسي)
- Swiss Universities handbook Web2.0 searchable database of Swiss Universities موقع يضم الجامعات السويسرية - بالإنجليزية